# Brooke Langton
Brooke Langton (Phoenix, 27 de Novembro de 1970) é uma atriz estadunidense.

## Biografia
Brooke Langton nasceu no Arizona em 1970, filha de um geólogo e uma enfermeira. Seu avô materno, Stephen Cummings, foi piloto de aviões durante a Segunda Guerra Mundial, e conheceu o famoso ator James Stewart. Posteriormente, sua família se mudou para Illinois e depois para Euless, uma pequena cidade do Texas, onde ela se interessou pelo teatro ainda no ensino médio, porém, seu amor pelo mar acabou por levá-la à Universidade de San Diego.
Langton tornou-se famosa ao fazer o papel de Samantha Reilly Campbell, em Melrose Place. Depois de finalizada a sua participação no seriado, estrelou a série The Net, um drama do canal USA baseado em um filme de 1995 com o mesmo nome. Langton era a protagonista deste seriado, e interpretava o papel de Angela Bennett, que havia sido de Sandra Bullock na versão cinematográfica.
Também participou, ao lado de Keanu Reeves e Gene Hackman, no filme The Replacements e teve um pequeno papel em Swingers. Além destes filmes, estrelou muitos outros, em sua maioria, produções independentes, como Partners, ao lado de Jay Harrington e Julie Bowen, e Kiss the Bride, com Amanda Detmer e Alyssa Milano, e por fim, The Kingdom, no qual atua como protagonista.
Na televisão, Langton possui um papel regular na série de televisão da NBC, Friday Night Lights, e também coestrela um novo seriado da emissora, Life, que estreou ainda em 2007.

## Filmografia

### Televisão
- 2008 Friday Night Lights como Jackie Miller
- 2007 Life como Constance Griffith
- 2006 Monk como Terri
- 2005 Weeds como Sharon
- 1999 The Net como Angela Bennett
- 1998 Melrose Place como Samantha Reilly
- 1996 Sliders como Daelin Richards
- 1995 Extreme como Sarah Bowen
- 1995 Party of Five como Courtney
- 1995 The Single Guy como Amanda
- 1995 Chicago Hope como Sandra Keyes
- 1992 California Dreams como Kimbely Blanchard
- 1992 Beverly Hills, 90210 como Suds Lipton
- 1992 Freshman Dorm como Nikki
- 1992 Baywatch como Tanya

### Cinema
- 2007 The Kingdom como Glenda Manner
- 2007 Primeval como Aviva Masters
- 2006 Beautiful Dreamer como Claire
- 2006 The Benchwarmers como Kathy Dobson
- 2005 Partners como Lucy
- 2002 Kiss the Bride como Nicoletta Sposato
- 2000 The Replacements como Annabelle Farrell
- 2000 Playing Mona Lisa como Sabrina
- 1998 Reach the Rock como Lise
- 1997 Mixed Signals como Judy
- 1996 Listen como Sarah Ross
- 1996 Swingers como Nikki
- 1995 Beach House como Caitlin